# Bătălie pe role (film din 2002)
Bătălie pe role (titlu original: Rollerball) este un film american distopic științifico-fantastic de acțiune din 2002 regizat de John McTiernan, o refacere a filmului omonim din 1975. Rolurile principale au fost interpretate de actorii Chris Klein, Jean Reno, LL Cool J, Rebecca Romijn și Naveen Andrews.
În 2013, regizorul John McTiernan a fost trimis la închisoarea federală pentru că a dat o declarație falsă unui anchetator FBI în februarie 2006 privind angajarea de către McTiernan a anchetatorului privat Anthony Pellicano pentru a-l asculta ilegal pe Charles Roven, producătorul filmului, în jurul lunii august 2000. McTiernan (care a fost eliberat în 2014) a fost într-un dezacord cu Roven cu privire la ce tip de film ar trebui să fie Rollerball și l-a angajat pe Pellicano să investigheze intențiile și acțiunile lui Roven.

## Distribuție
- Chris Klein - Jonathan Cross
- Jean Reno - Alexi Petrovich
- LL Cool J - Marcus Ridley
- Rebecca Romijn - Aurora "The Black Widow"
- Naveen Andrews - Sanjay
- Mike Dopud - Michael "The Assassin" Uglich
- Andrew Bryniarski - Halloran
- Kata Dobó - Katya Dobolakova
- Lucia Rijker - Lucia Ryjker
- Oleg Taktarov - Oleg "Denny" Denekin
- Paul Heyman - Sports Announcer
- Janet Wright - Coach Olga

Apariții cameo: Pink, Slipknot și Shane McMahon.

## Coloană sonoră
1. "Boom" – P.O.D.
2. "Told You So" – Drowning Pool
3. "Ride" – Beautiful Creatures
4. "Millionaire" – Rappagariya
5. "I Am Hated" – Slipknot
6. "Body Go" – Hardknox
7. "Feel So Numb" – Rob Zombie
8. "Keep Away" – Godsmack
9. "Insane in the Brain" – Sen Dog
10. "Flashpoint" – Fear Factory
11. "When I Come Around" – Green Day
12. "Crawling in the Dark" – Hoobastank
13. "Time to Play" – Pillar
14. "Never Gonna Stop (The Red Red Kroovy)" – Rob Zombie